# Terpnomyia citrivitta
Terpnomyia citrivitta är en tvåvingeart som beskrevs av Günther Enderlein 1921. Terpnomyia citrivitta ingår i släktet Terpnomyia och familjen fläckflugor.
Artens utbredningsområde är Uruguay. Inga underarter finns listade i Catalogue of Life.